# Економски рат
Економски рат је економска стратегија коју користе зараћене нације са циљем да ослабе економију других држава. То се првенствено постиже употребом економских блокада. Уништавање пољопривредних усева супростављене стране је класична метода која се користи хиљадама година.
У војним операцијама, економски рат може одражавати економску политику вођену као део отворених или тајних операција, сајбер операција, информативних операција током или пре рата. Економски рат има за циљ да ухвати или на други начин контролише снабдевање критичним економским ресурсима тако да пријатељске војне и обавештајне агенције могу да их користе, а непријатељске снаге не могу.
Концепт економског ратовања је најприменљивији за тотални рат, који укључује не само оружане снаге непријатељских земаља, већ и мобилисане ратне економије. У таквој ситуацији штета за економију непријатеља је штета по способности тог непријатеља да води рат. Политике спаљене земље могу ускратити ресурсе непријатељу који напада.
Политика и мере у економском рату могу укључивати блокаду, стављање на црну листу, преклузивну куповину, награде и заузимање или контролу непријатељских средстава или линија снабдевања. Друге политике, као што су тарифна дискриминација, санкције, суспензија помоћи, замрзавање капиталних средстава, забрана улагања и других токова капитала, и експропријација, чак и без оружаног војног рата, могу се позвати на  као економски рат.

## Историја

### Крсташки походи
У књизи Book on the Recovery of the Holy Land, Фидентије Падовански (13. столеће) износи идеје за економски рат који ће се водити против мамелучког султаната у Египту у циљу подршке крсташким ратовима. Он предвиђа флоту од 40-50 галија како би извршио блокаду трговине између Европе и Египта. Он види ову трговину као помоћ Египту на два начина: из Европе добија ратни материјал (гвожђе, калај, дрво, нафту) и из Азије дажбине на робу довезену преко Црвеног мора за трговину у Европу. Ако би се ова трговина зачинима скренула са Црвеног мора у монголску Персију, Египат би био лишен царина и изгубио би извозна тржишта због смањења отпреме, што такође може учинити да она не може да приушти више војника робова увезених са Црног мора.

### Амерички грађански рат
Снаге Уније у Америчком грађанском рату имале су изазов да окупирају и контролишу 11 држава Конфедерације, огромно подручје веће од западне Европе . Економија Конфедерације се показала изненађујуће рањивом.
Герилски рат у америчком грађанском рату подржавао је велики део становништва Конфедерације које је обезбеђивало храну, коње и скровишта за званичне и незваничне јединице Конфедерације. Пре рата, већина путничког и теретног саобраћаја одвијала се воденим путем кроз ријечни систем или приобалне луке. Железнице Конфедерације већ су биле неадекватне и претрпеле су велику штету. Путовање је постало много теже. Морнарица Уније преузела је контролу над великим делом морске обале и главним рекама као што су река Мисисипи и река Тенеси, користећи ескадрилу реке Мисисипи моћних малих топовњача. Копнени транспорт је био оспорен, пошто су присталице Конфедерације покушавале да блокирају пошиљке муниције, појачања и залиха преко Западне Вирџиније, Кентакија и Тенесија за снаге Уније на југу. Мостови су спаљени, железничке пруге поцепане, телеграфске линије пресечене. Обе стране су учиниле исто и ефективно уништиле инфраструктуру Конфедерације.
Конфедерација је 1861. имала 297 градова са укупном популацијом од 835.000 људи, од којих су 162 у једном тренутку окупирале снаге Уније са укупно 681.000 војника. Практично у сваком случају, инфраструктура је оштећена, а трговинско-привредна активност на неко време поремећена. Једанаест градова је тешко оштећено ратним дејствима, укључујући Атланту, Чарлстон, Колумбију и Ричмонд. Стопа штете у мањим градовима била је много нижа, са тешким оштећењима на 45 од укупно 830.
Фарме су биле у запуштеном стању, а предратни фонд коња, мазги и говеда био је знатно исцрпљен; Убијено је 40% стоке на југу. Фарме Југа нису биле високо механизоване, али је вредност пољопривредних алата и машина у попису из 1860. године износила 81 милион долара и смањена је за 40% до 1870. године Саобраћајна инфраструктура је била у рушевинама, са мало доступних железничких или речних услуга за премештање усева и животиња на тржиште. Железничка километража налазила се углавном у руралним областима, а преко две трећине шина, мостова, железничких колодвора, радионица и возних средстава на југу Југа налазило се у областима до којих су долазиле војске Уније, које су систематски уништавале оно што су могле. Чак иу нетакнутим подручјима, недостатак одржавања и поправке, недостатак нове опреме, тешка прекомјерна употреба и премештање опреме од стране Конфедерације из удаљених подручја у ратну зону осигурали су да систем буде уништен на крају рата.
Огромна цена ратних напора Конфедерације узела је велики данак на економску инфраструктуру Југа. Директни трошкови Конфедерације у људском капиталу, владиним трошковима и физичком уништењу износили су можда 3,3 милијарде долара. До 1865. долар Конфедерације је био безвредан због високе инфлације, а људи на југу морали су да прибегну размени за робу или услуге да би користили оскудне доларе Уније. Са еманципацијом робова, целокупна привреда Југа морала је да се изнова изгради. Пошто су изгубили своја огромна улагања у робове, бели плантажери имали су минималан капитал да плате ослобођене раднике да донесу усеве. Као резултат тога, развијен је систем сетве у коме су земљопоседници разбијали велике плантаже и изнајмљивали мале парцеле ослобођеницима и њиховим породицама. Главна карактеристика јужне економије променила се од елитне мањине велепоседника робовласника у систем пољопривреде који се бави закупцима. Поремећај финансија, трговине, услуга и транспортних чворова озбиљно је пореметио предратни пољопривредни систем и приморао јужњаке да се окрену размени. Цео регион је генерацијама био сиромашан.

### Први светски рат
Британци су искористили своју надмоћну Краљевску морнарицу да изазову чврсту блокаду Немачке и вршне помно надгледање пошиљки усмерених у неутралне земље. Немачка није могла да нађе довољно хране јер су њени млађи фармери сви били у војсци, а очајни Немци су јели репу до зиме 1916-17. Амерички бродови су понекад били заплењени, а Вашингтон је протестовао. Британци су платили новчану одштету како амерички протести не би прерасли у озбиљне невоље.

### Други светски рат
Јасни примери економског ратовања десили су се током Другог светског рата када су савезничке силе следиле такву политику како би лишиле економије Осовине критичних ресурса. Британска краљевска морнарица је поново блокирала Немачку иако са много теже него 1914. Америчка морнарица, посебно њене подморнице, прекинуле су испоруке нафте и хране Јапану.
Заузврат, Немачка је покушала да оштети савезничке ратне напоре подморничким ратом : потапањем транспортних бродова који су превозили залихе, сировине и основне ратне артикле као што су храна и нафта. Како су савезничке ваздухопловне снаге расле, покренуле су нафтну кампању током Другог светског рата како би Немачкој ускратиле гориво.
Неутралне земље настављају да тргују са обе стране. Краљевска морнарица није могла да заустави трговину копном, па су савезници уложили друге напоре да прекину продају Немачкој критичних минерала као што су волфрам, хром, жива и руда гвожђа из Шпаније, Португала, Турске, Шведске и другде. Немачка је желела да Шпанија уђе у рат, али није могла да пристане на услове. Да би раздвојила Немачку и Шпанију, Британија је користила приступ шаргарепе и штапа. Британија је обезбеђивала нафту и помно пратила извозну трговину Шпаније. Надмашила је Немачку за волфрама, чија је цена скочила, а до 1943. волфрам је био највећи шпански извозник. Опрезно поступање Британије према Шпанији довело је до сукоба са агресивнијом америчком политиком. У Волфрамској кризи 1944. Вашингтон је прекинуо снабдевање нафтом, али се потом сложио са захтевима Лондона да се обнови испоруке нафте. Португал се плашио немачко-шпанске инвазије, међутим када је то постало мало вероватно 1944. године, практично се придружио савезницима.

## Хладни рат
Током малајске ванредне ситуације (1948–1960), британска војска је распоредила хербициде и дефолијанте на малезијском селу (укључујући поља усева) како би побуњеницима Малајске националне ослободилачке армије (МНЛА) одузела заклон, потенцијалне изворе хране и избацила их. џунгле. Хербициди и дефолијанти које су користили Британци садржавали су триоксон, састојак који је такође био део хемијског састава хербицида Агент Оранге који је користила америчка војска током рата у Вијетнаму. Распоређивање хербицида и дефолијанса служило је двострукој сврси - стањивању стаза у џунгли како би се спречиле заседе и уништила поља усева у регионима у којима је МНЛА била активна како би их лишила потенцијалних извора хране. Хербициди и дефолијанти су такође прскани из авиона Краљевског ваздухопловства (РАФ).
Дана 17. новембра 1953. године, Грчка национална обавештајна служба (КИП) предложила је спровођење пореских ревизија осумњичених комунистичких издавача књига и власника биоскопа, цензурисање совјетских филмова и промовисање совјетских филмова посебно ниског квалитета. Године 1959. КИП је покренуо изложбе совјетских производа у Волосу, Солуну и Пиреју. Већина производа је била јефтина и неисправна, намерно одабрана да укаља имиџ Совјетског Савеза.
Током Вијетнамског рата, између 1962. и 1971. године, војска Сједињених Држава распршила је скоро 76.00 м4  разних хемикалија у Вијетнаму, источном Лаосу и деловима Камбоџе као део Операције Ранцх Ханд, која је достигла свој врхунац од 1967. до 1969. године. Поређења ради, олимпијски базен има око 2.500 m³. Као што су Британци урадили у Малаји, циљ Сједињених Држава је био да дефолирају рурално/шумовито земљиште, лишавајући герилце хране и скривања и рашчишћавајући осетљива подручја, као што су око периметра базе. Семјуел П. Хантингтон је тврдио да је програм такође био део опште политике присилне урбанизације, која је имала за циљ да уништи способност сељака да се издржавају на селу, приморавајући их да беже у градове у којима доминирају САД, лишавајући герилце њихове руралне базе подршке.

## Економске санкције
Пакт Лиге народа предвиђао је војне и економске санкције против држава агресора, а идеја економских санкција сматрана је великом иновацијом. Међутим, економске санкције без војних нису успеле да одврате Италију од освајања Абизиније.
У периоду 1973–1974, арапске нације су увеле ембарго на нафту против Сједињених Држава, Уједињеног Краљевства, Канаде, Јужне Африке, Јапана и других индустријализованих нација које су подржавале Израел током рата Јом Кипур у октобру 1973. Резултати су укључивали нафтну кризу 1973. и нагли раст цена, али не и крај подршке Израелу.
Многе санкције Сједињених Држава уведене су од средине 20. века.
- Ембарго Сједињених Америчких Држава против Кубе[35][4]
- Закон о сузбијању америчких противника кроз санкције[36]
- Санкције против Северне Кореје

Економија тврђаве је израз који се користи у вези са одбраном и одржавањем привреде једне земље усред међународних санкција. Израз је коришћен у вези са ситуацијом у Русији 2022. године, Тајваном у контексту односа Кине и САД и Европе.